# عبد الله أبو الخير مرداد
عبد الله بن أحمد بن عبد الله أبو الخير مرداد الحنفي (1285هـ - 1343هـ) إمام المقام الحنفي وخطيب المسجد الحرام: ولد سنة 1285هـ بمكة، وحفظ القرآن الكريم وجوّده، ثم قرأ على علماء المسجد الحرام في سائر الفنون، وأذنوا له بالتدريس، فتصدّر له بالمسجد الحرام، واستفاد من علمه الطلاب، وولِّي الإمامة والخطابة ومشيخة الأئمة والخطباء بالمسجد الحرام، كما ولِّي قضاء مكة.

## مؤلفاته
له من المؤلفات: 
- «نشر النور والزهر في تراجم أفاضل أهل مكة من القرن العاشر إلى القرن الرابع عشر».
- حاشية على شرح السيد أحمد المرزوقي المالكي على منظومته المشهورة (عقيدة العوام) وقد سماها (فيض الملك العلام).

## وفاته
توفي سنة 1343هـ بالطائف.